# Ptice
Ptice (en allemand : Ptitsch) est une commune du district de Prague-Ouest, dans la région de Bohême-Centrale, en République tchèque. Sa population s'élevait à 907 habitants en 2020.

## Géographie
Ptice se trouve à 5 km au nord-ouest de Rudná et à 18,5 km à l'ouest-sud-ouest du centre de Prague.
La commune est limitée par Svárov et Červený Újezd au nord, par Úhonice à l'est et au sud, par Nenačovice au sud-ouest et par Chyňava à l'ouest.

## Histoire
La première mention écrite de la localité date de 1088.

## Transports
Par la route, Ptice se trouve à 6 km de Rudná et à 27 km du centre de Prague.